# Doppeltempel von Kom Ombo

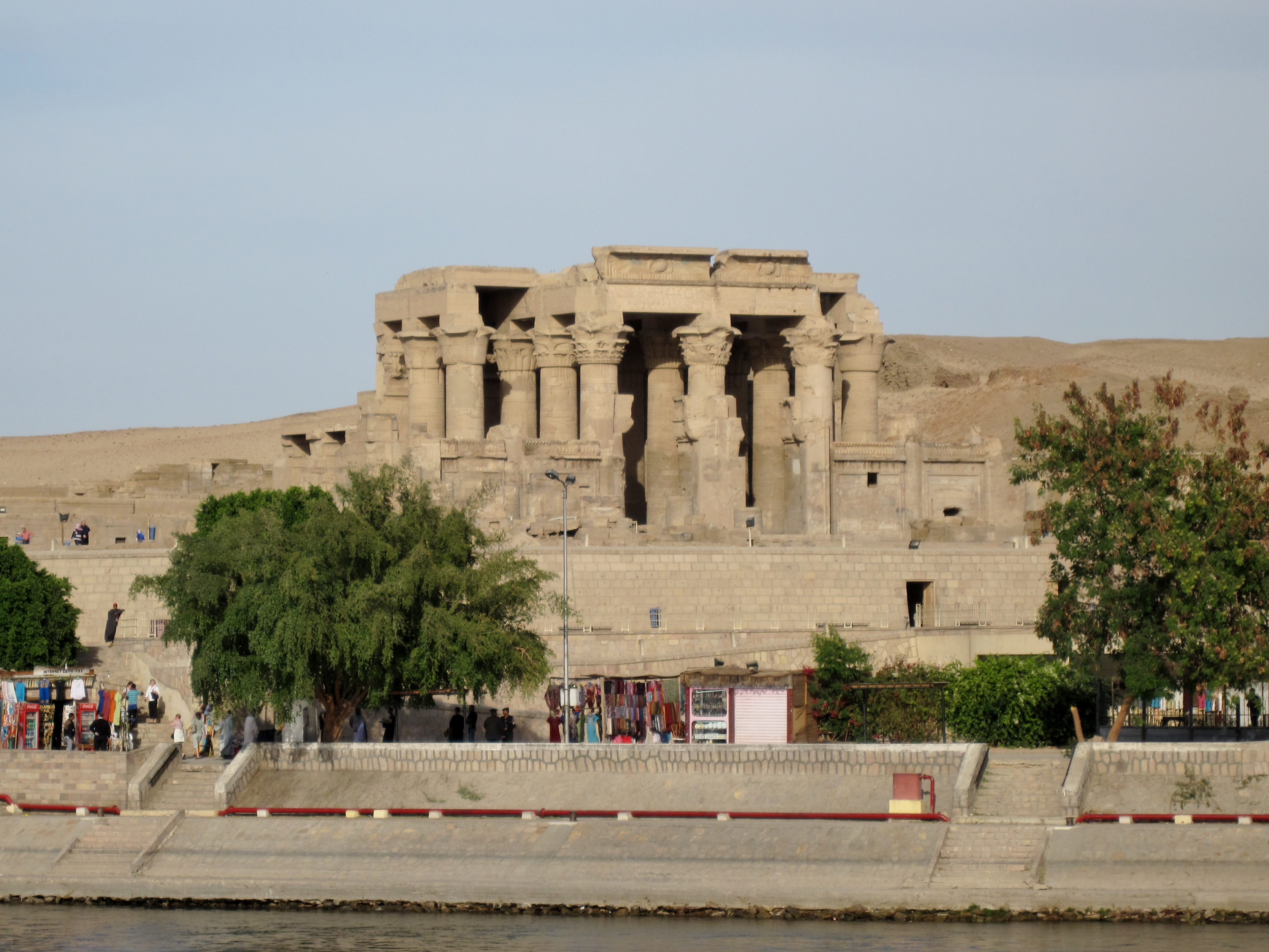
Tempelanlage am Nilufer

Der Doppeltempel von Kom Ombo ist eine altägyptische Tempelanlage am östlichen Nilufer in Oberägypten. Der Tempel befindet sich etwa 3,5 Kilometer südwestlich des Zentrums des etwa 70.000 Einwohner zählenden Ortes Kom Ombo.
Die heute sichtbaren Teile des Bauwerks stammen aus der Zeit der Herrschaft der Ptolemäer über Ägypten, zu kleinen Teilen auch aus der Epoche der Zugehörigkeit zum Römischen Reich. Geweiht war der Tempel den beiden getrennt voneinander verehrten Gottheiten Sobek und Haroeris, weshalb er als „Doppeltempel“ bezeichnet wird. Die Bauwerke der Tempelanlage wurden durch Naturgewalten, wie Hochwasser und Erosion am Mauerwerk, stark in Mitleidenschaft gezogen.

## Geschichte
| \| Omboi / Ombos (Kom Ombo) \| |
| Lage in Ägypten                |
| Omboi / Ombos (Kom Ombo)       |

Der Doppeltempel von Kom Ombo entstand in der ptolemäischen Epoche Ägyptens 304 bis 31 v. Chr. Kom Ombo, das damalige Omboi (auch Ombos), war zu dieser Zeit neben Elephantine Verwaltungszentrum des ersten oberägyptischen Gaues Ta-seti. Der heute noch zu besichtigende Doppeltempel diente der Anbetung der beiden Gottheiten Sobek, dem Krokodilgott, und dem falkenköpfigen Haroeris.

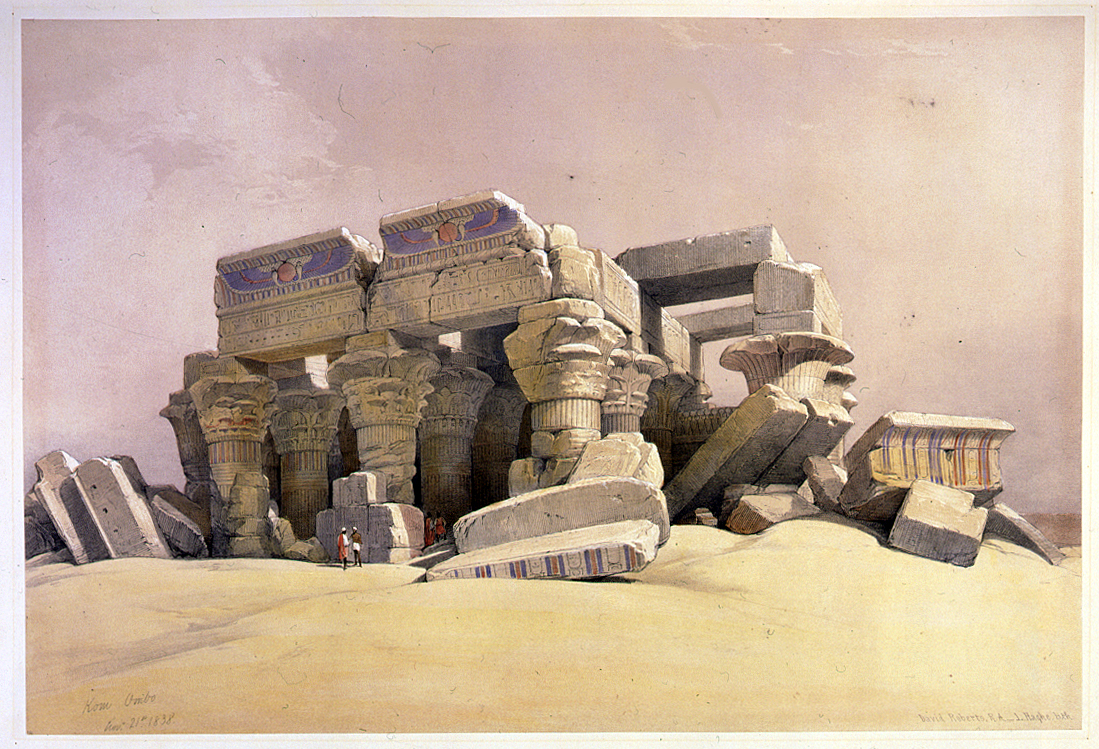
Tempelruine 1845/49 …

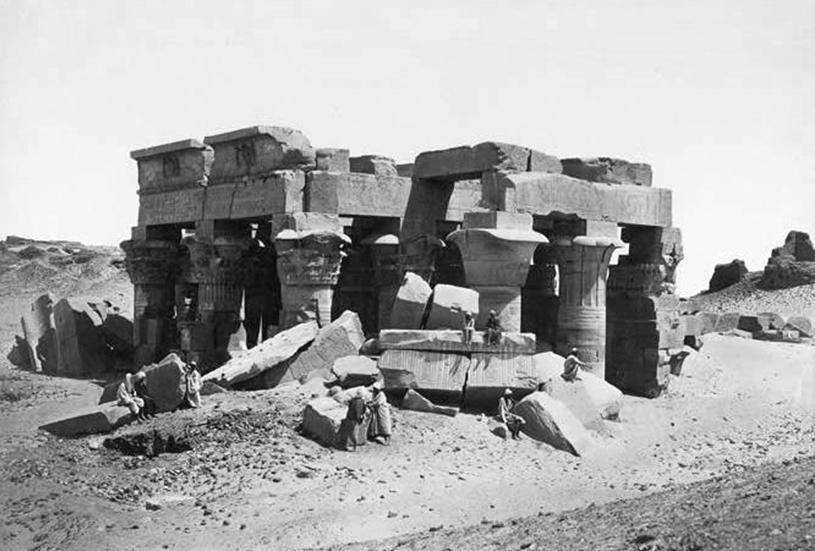
… und in den 1870er Jahren

Die Ruinen des Tempels von Kom Ombo waren lange Zeit bis über die Hälfte durch Sand verschüttet. Sie wurden erst 1893 unter Jacques de Morgan freigelegt und restauriert. Vor dem Tempel stand bis ins 19. Jahrhundert ein großes Mammisi („Geburtshaus“) des Ptolemaios VIII. Euergetes II. Bei einem Hochwasser riss der Nil das Gebäude einschließlich des westlichen Teils der Umfassungsmauer zum größten Teil mit sich. Die Tatsache, dass die Anlage 20 Meter über dem normalen Niveau des Nils errichtet wurde, lässt noch heute das Ausmaß der Katastrophe erahnen.
In der jüngeren Geschichte Ägyptens entwickelte sich der Standort der Tempelanlage zu einem Anziehungspunkt für den Tourismus. Die Besichtigung des Tempels von Kom Ombo ist fester Bestandteil der Flussreisen auf dem Nil zwischen dem 150 Kilometer nördlichen Luxor und dem 40 Kilometer südlich gelegenen Assuan. Die Anlegestelle der auf dem Nil verkehrenden Kreuzfahrtschiffe liegt direkt neben dem Doppeltempel, etwa 70 Meter westlich der Tempelanlage.

## Tempelanlagen

### Der Doppeltempel

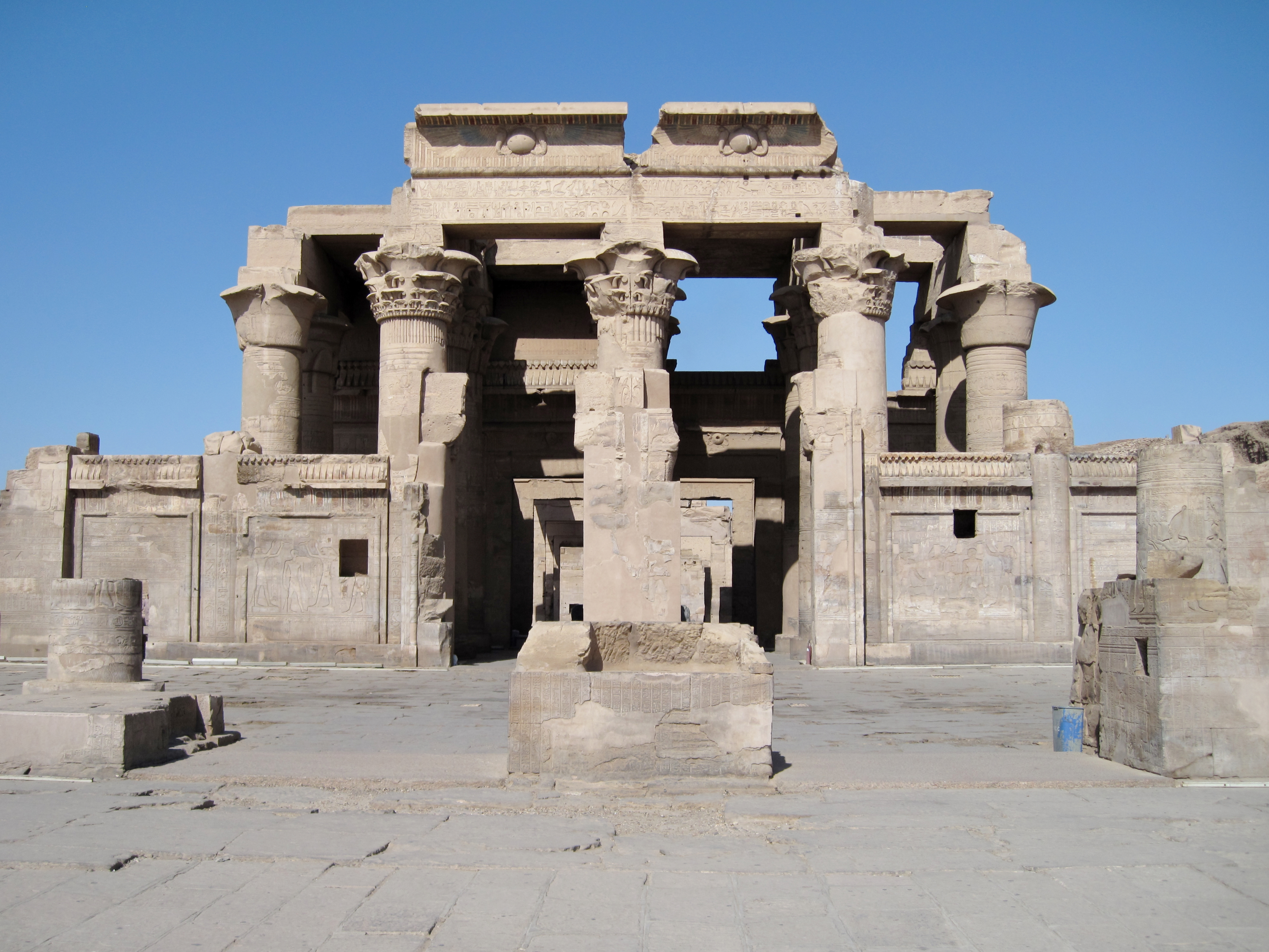
Haupteingang des Tempels

Der Tempel von Kom Ombo am östlichen Nilufer stellt eine Besonderheit dar. Im Gegensatz zu den meisten anderen altägyptischen Sakralbauten wurden in ihm zwei Gottheiten getrennt voneinander verehrt. Die vom doppelten Haupteingang aus gesehen südöstliche, dem Nil abgewandte Seite war Sobek, dem krokodilköpfigen Wasser- und Fruchtbarkeitsgott, später auch Schöpfergott, geweiht. Im linken, nordwestlichen Halbtempel galt die Verehrung dem Haroeris, dem Licht- und Himmelsgott, aber auch Kriegsgott. Der falkenköpfige Haroeris war eine Erscheinungsform des Gottes Horus, entsprechend auch „Horus, der Große“ oder „Horus, der Alte“ genannt. Nach den Gottheiten wurde der Tempel gleichzeitig als „Haus des Krokodils“ wie auch als „Falkenschloss“ bezeichnet.
Der Gott Haroeris bildete in Kom Ombo mit Ta-senet-nofret und Pa-neb-taui eine eigene Triade, ebenso der Gott Sobek mit Hathor und Chons. Vermutlich wurde der heute noch sichtbare Bau unter Ptolemaios VI. Philometor begonnen, errichtet auf den Resten von wesentlich kleineren Vorgängerbauten der 12., 18. und 19. Dynastie des Mittleren und Neuen Reiches. Die Umfassungsmauer umgab den Tempel auf einer Breite von 51 und einer Länge von 96 Metern. An der Dekoration arbeitete man bis ins 2. und 3. Jahrhundert n. Chr. weiter, stellte sie jedoch nie gänzlich fertig. So sind im hinteren Bereich des Tempelbaus, in den dortigen Kapellen, noch teilweise nur vorgearbeitete Reliefs zu erkennen. Andere Teile des Tempels wurden in späterer Zeit zerstört, so der westliche Teil des Zugangs-Pylons mit angrenzender Umfassungsmauer und des daran angeschlossenen Mammisi. Sie wurden Opfer des Nilhochwassers.
Auf dem verbliebenen südöstlichen Turm des großen Pylons ist der römische Kaiser Domitian dargestellt, der gemeinsam mit anderen Göttern der Triade Sobek, Hathor und Chons huldigt, begleitet von einem 52 Zeilen umfassenden Text in Hieroglyphenschrift. Hinter den zwei zentralen Eingängen in der Umfassungsmauer, einem Doppelportal zum Tempelbereich, befand sich ein Hof mit sechzehn ihn flankierenden Säulen. Von diesen Säulen sind nur noch deren untere Teile mit Basis erhalten. Sie sind reich mit Reliefs und Hieroglyphen verziert, in denen sich Spuren der Original-Bemalung erhalten haben. Auf den Säulen wurde Kaiser Tiberius abgebildet, bezeichnet in den nebenstehenden, in den Stein geschlagenen Schriften, wie er den Göttern Gaben darbringt. In der Mitte des Hofes sind noch Reste des Altars vorhanden, auf den während der Prozessionen die heilige Barke abgestellt wurde.

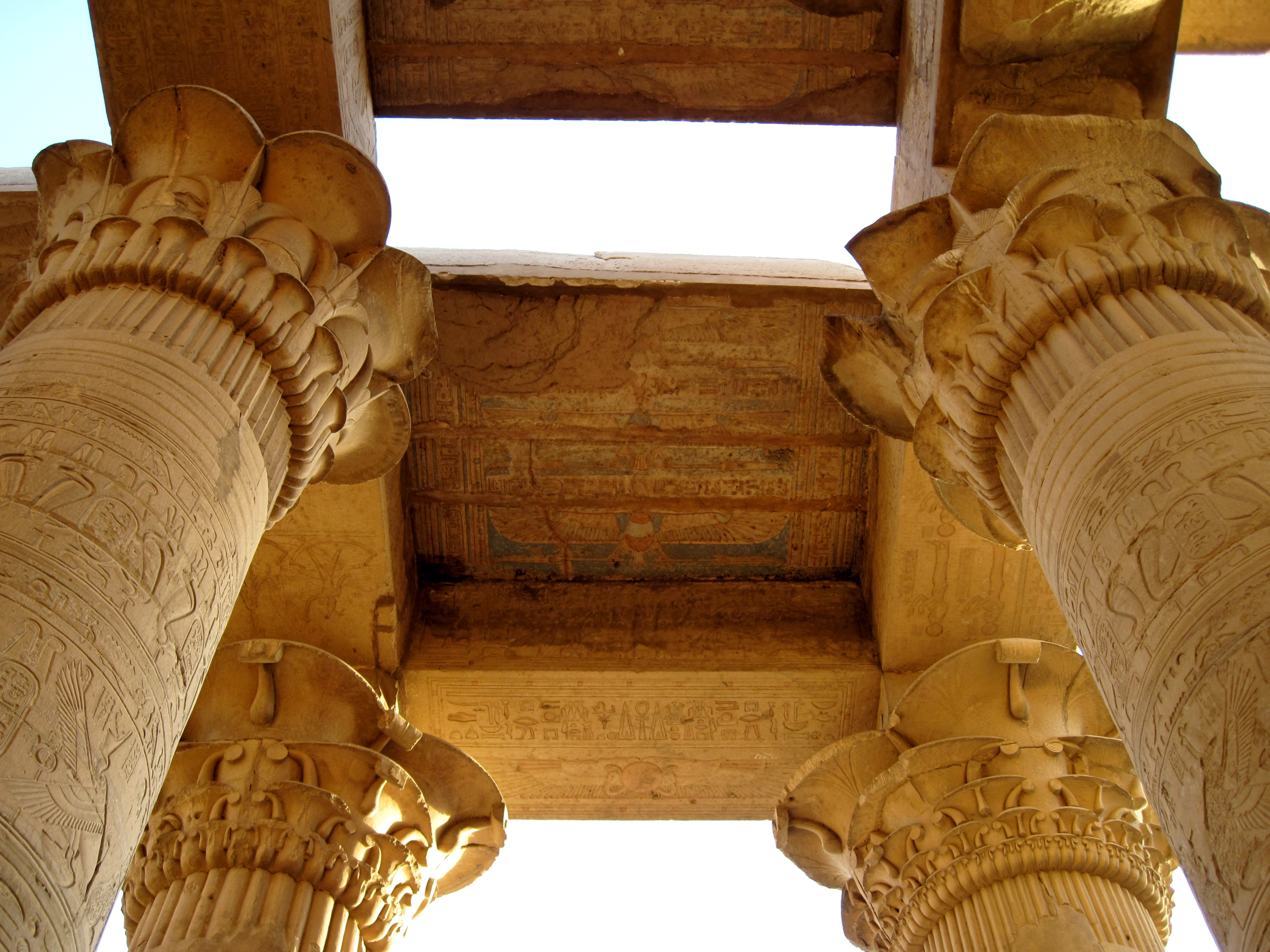
Kapitelle im Pronaos

An der Nordostseite des Hofes schließt sich die mit Basreliefs dekorierte Außenmauer des Tempelgebäudes an, in die fünf Säulen integriert sind, von denen nur noch die drei mittleren die volle Höhe von 12 Metern bis zum Architrav aufweisen. Sie bildeten mit den dahinter befindlichen zwei weiteren Säulenreihen zu je fünf gleich hohen Säulen die Stützen für das Dach des Pronaos oder der ersten Säulenhalle. Seitlich der Türöffnungen zum Pronaos geben die dortigen Reliefs Reinigungszeremonien wider. Die glockenförmigen Kompositkapitelle der Säulen sind in Form von Lotosblüten, Papyrus oder Palmen ausgebildet. Die Säulenschäfte wie auch die Reliefs der Halle zeigen Hieroglyphen und Ehrerbietungsszenen ptolemäischer Pharaonen, unter ihnen Kleopatra VI., gegenüber den Göttern. An der Decke der Halle finden sich Malereien mit astronomischen Szenen und Geiern, abwechselnd mit einem durch die Krone Oberägyptens dargestellten Geierkopf und einem mit der Krone Unterägyptens versehenen Schlangenkopf als Symbole für die jeweiligen Landesgöttinnen Nechbet und Wadjet.

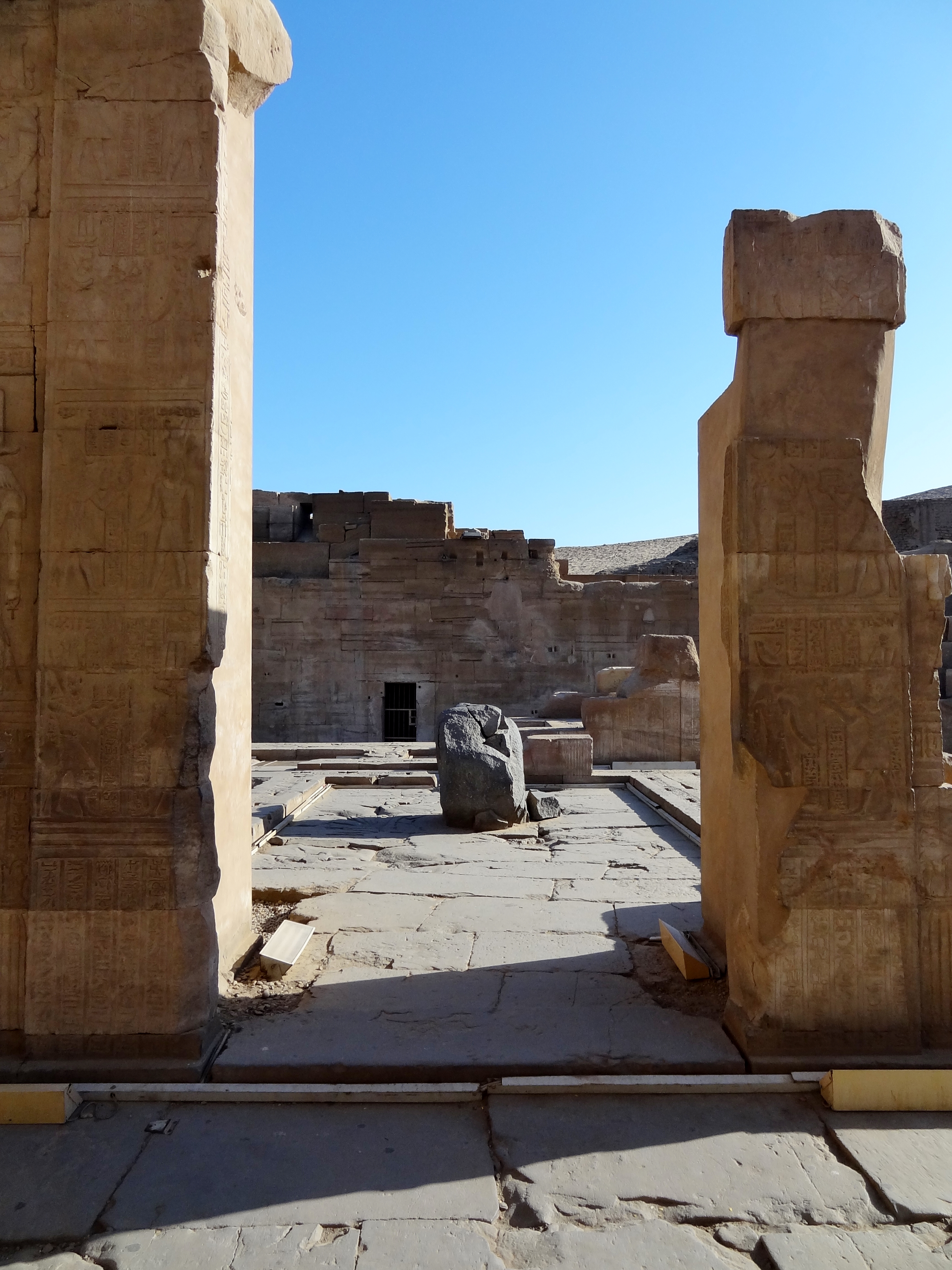
Zugang zum Heiligtum des Sobek

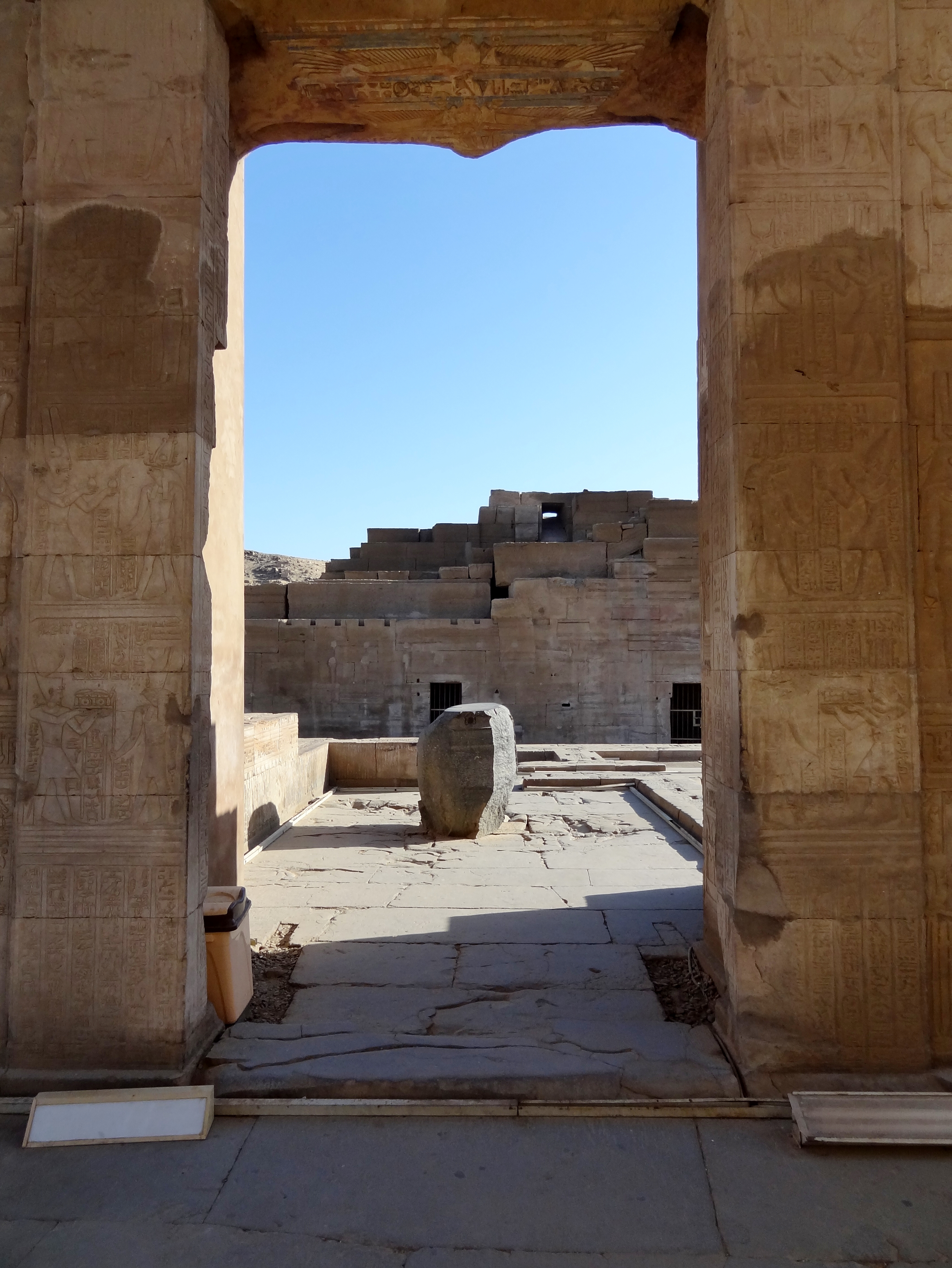
Zugang zum Heiligtum des Haroeris

Der weitere Weg ins Innere zur zweiten Säulenhalle, auch „Saal der Opfergaben“, führt wie schon der Zugang vom Hof durch zwei auf das Doppelheiligtum hinweisende parallele Zugänge. Die zehn in zwei Reihen angeordneten Säulen der zweiten Halle sind fast um die Hälfte niedriger als die des Pronaos. Dieser kleinere Säulensaal zeigt ähnliche Szenen in seinen Wandreliefs wie die davor befindliche Halle, nur mit der Darstellung weiterer Pharaonen, so Ptolemaios VIII. Euergetes II. mit seiner Frau Kleopatra III. Euergetis und Ptolemaios XII. Neos Dionysos. Diesem Raum folgen drei quer angelegte Vorsäle, erbaut durch den dort in den Reliefs erscheinenden Pharao Ptolemaios VI. Philometor, dahinter die zwei Sanktuarien der Götter Haroeris und Sobek mit schwarzen Granitsockeln. Von den durch eine Trennwand abgeteilten Heiligtümern der beiden Gottheiten ist lediglich ein Dekorationsfragment und eine Widmungsinschrift über der linken Tür erhalten.
Das Innere des Tempels umgaben zwei Korridore, einer ausgehend vom Hof mit den sechzehn Säulen entlang der Innenseite der Umfassungsmauer, der zweite daran anschließend zum Zentrum des Tempels mit Zugang vom Pronaos. Auf der Nordostseite hinter den Heiligtümern, deren geschlossene Rückwand heute nicht mehr existiert, schließen sich sieben Räume unbekannter Bestimmung an. Vom mittleren führt eine Treppe nach oben auf eine Terrasse. Die Räume sind sämtlich mit Reliefs mit Götter- und Pharaonendarstellungen verziert, die zum Teil jedoch unvollendet geblieben sind. Als Besonderheit zeigt ein Relief des inneren Korridors an der Innenseite der zweiten Tempelmauer einige chirurgische Instrumente, wie Bistouri, Scheren, Operationszangen und ähnliches. Insgesamt zählen die Reliefs und Dekorationselemente der Kapitelle, Friese und Hohlkehlen des Doppeltempels von Kom Ombo zu den bedeutendsten Werken ptolemäischer Baukunst.

Reliefs und Malereien im Doppeltempel von Kom Ombo
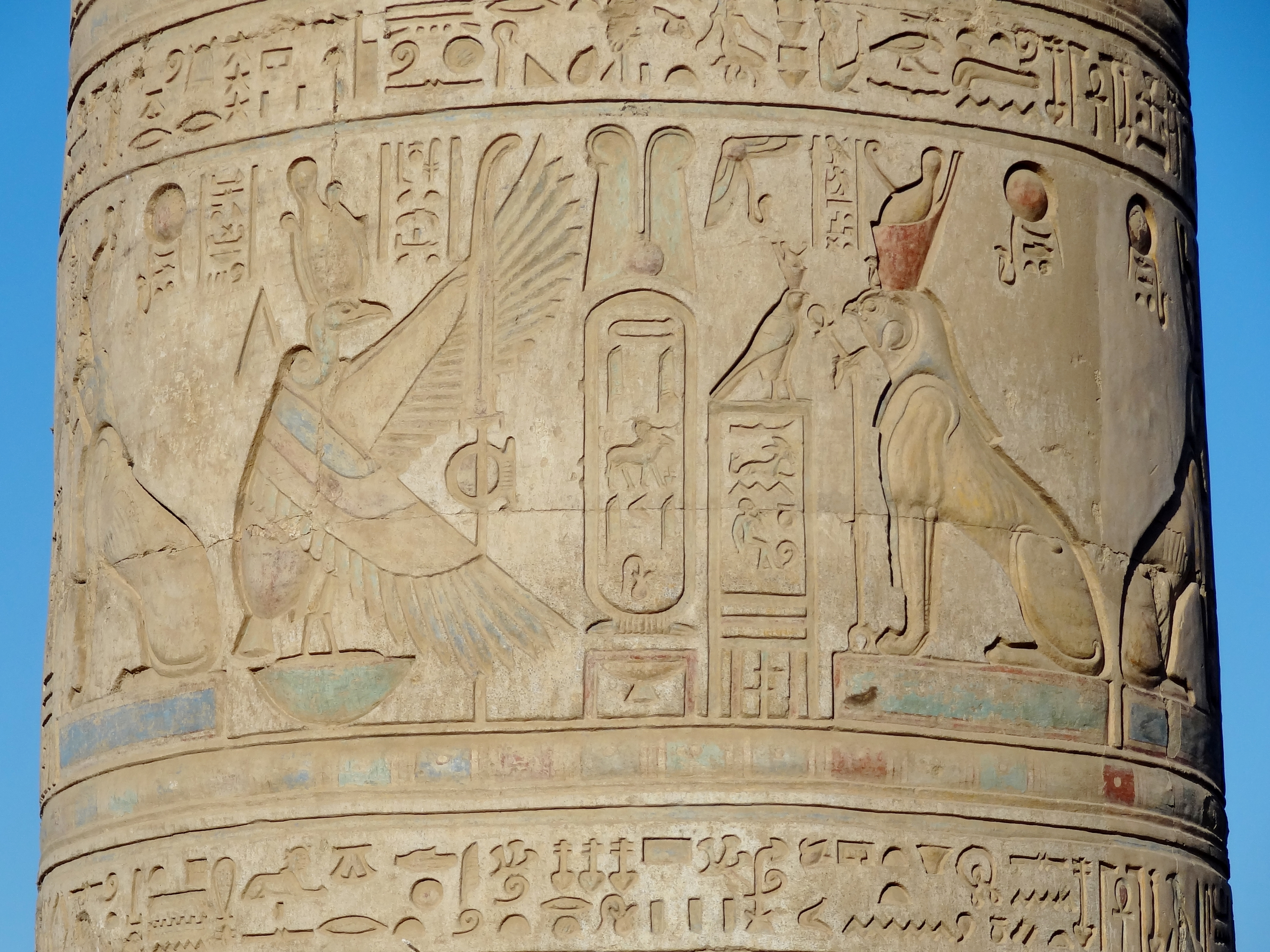
Säulenrelief im Vorhof des Tempels
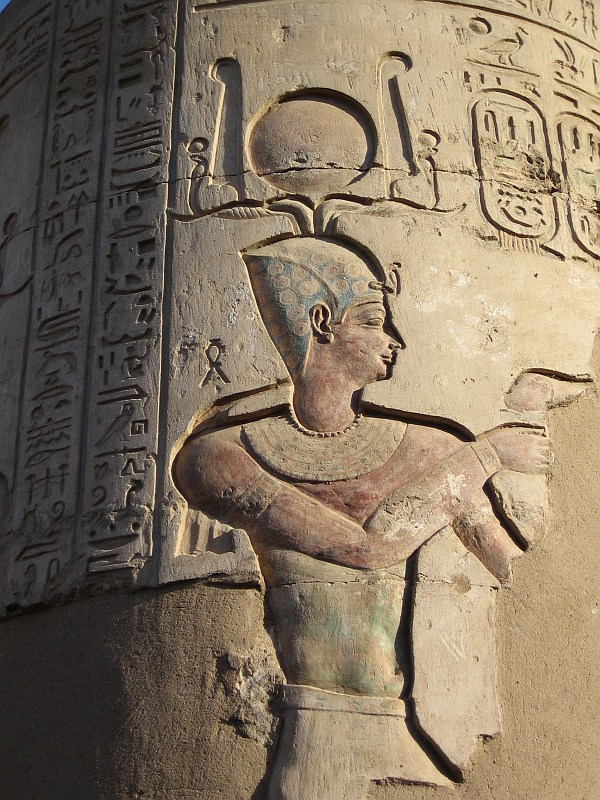
Säulenrelief des Doppeltempels
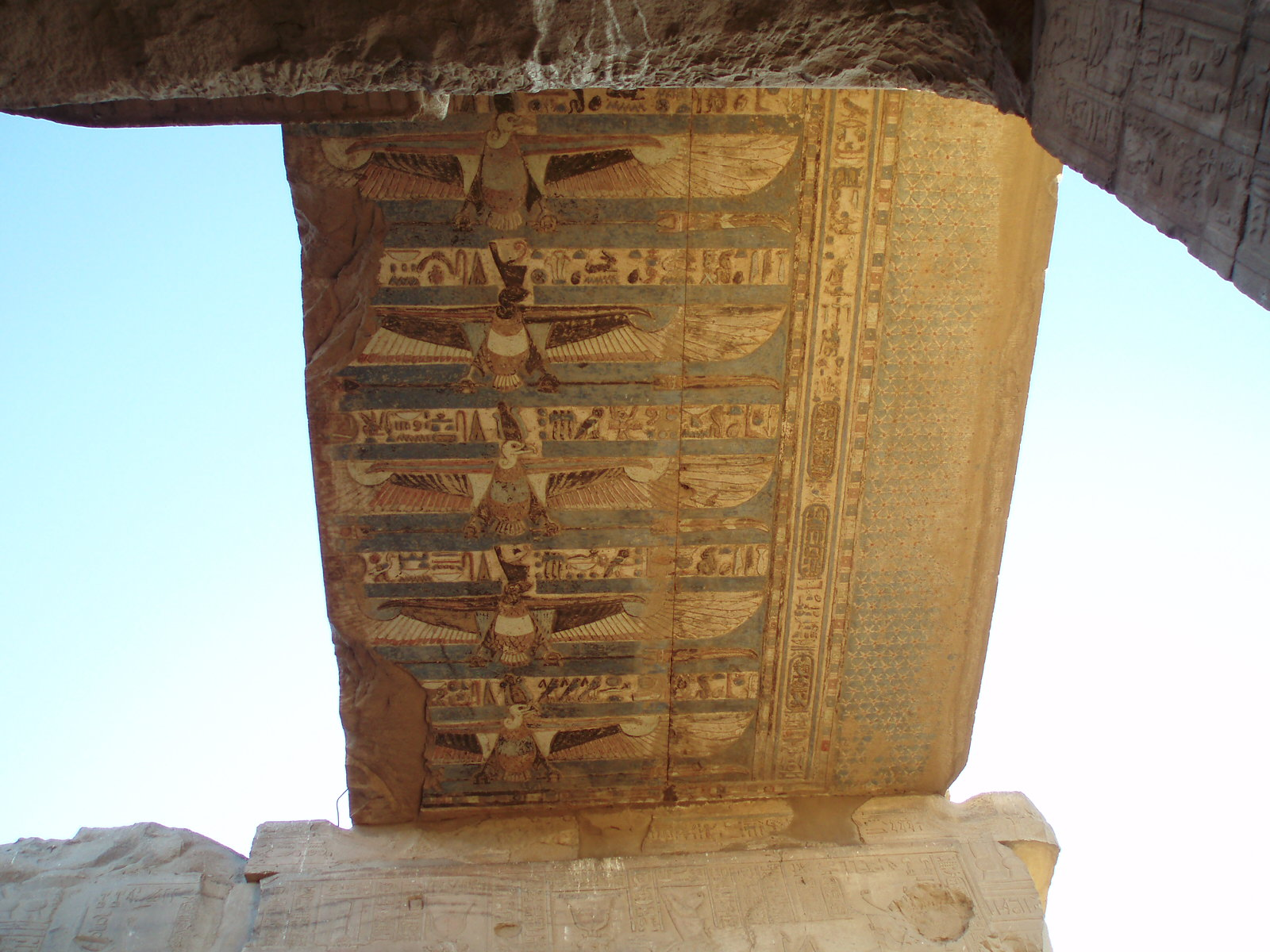
Deckenelement eines Vorsaales
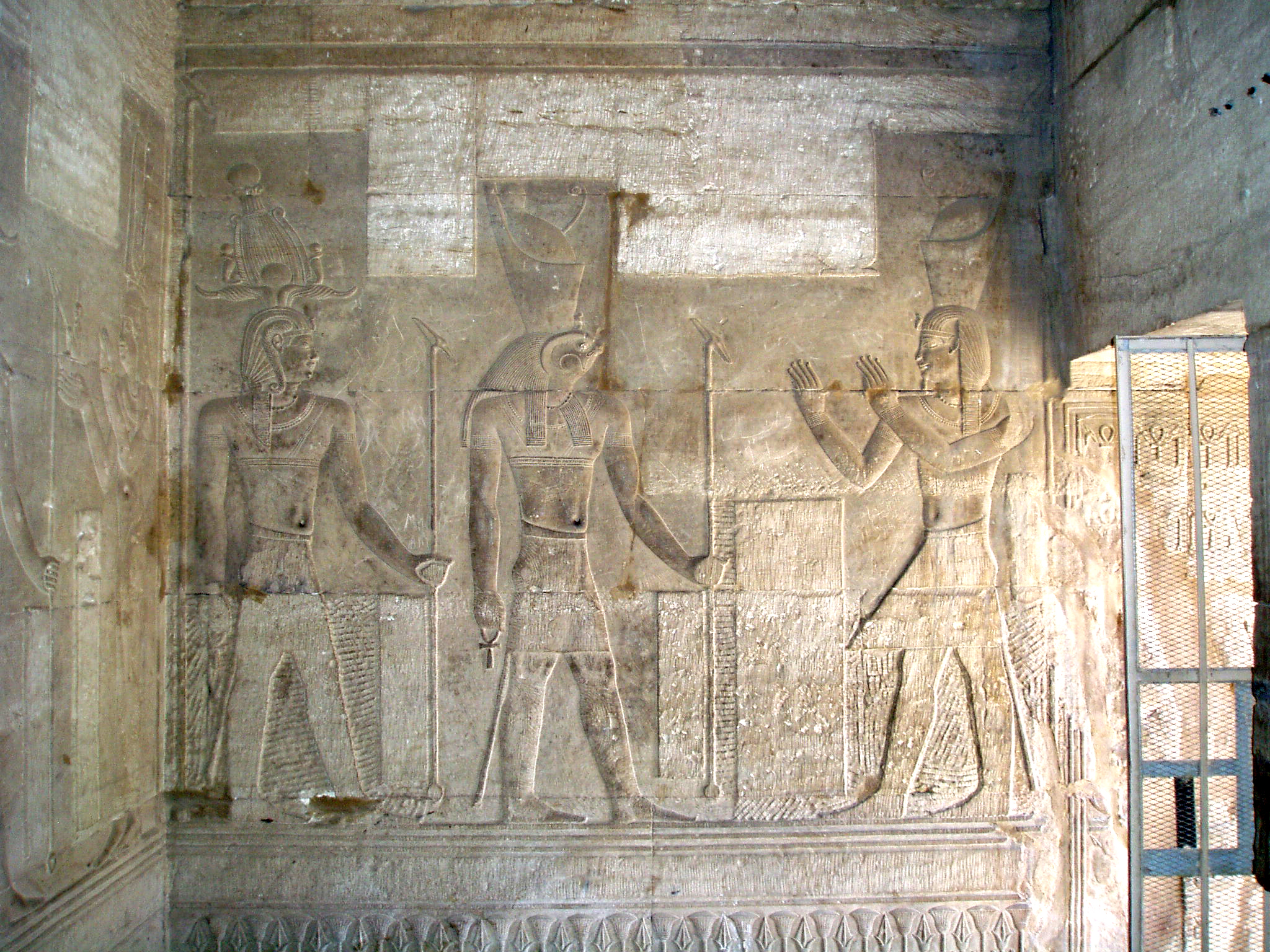
Unvollendetes Relief eines hinteren Raumes

### Nebengebäude und -anlagen
Das Mammisi
Vor der Westecke des Vorhofes zum Tempel stand bis ins 19. Jahrhundert das Mammisi, ein „Geburtshaus“, bevor es der Nil bei einem Hochwasser bis auf wenige Überreste zusammen mit dem westlichen Teil der Umfassungsmauer wegschwemmte. Das Mammisi war durch Pharao Ptolemäus VIII. Euergetes II. errichtet worden. Erhalten ist ein Relief mit dem Pharao und zwei Gottheiten, die sich auf einer Barke inmitten von Papyrussümpfen befinden. Nordöstlich der Reste des Mammisi sind heute neben dem Tempelhof zwei Reliefsteine mit den beiden Hauptgöttern des Tempels Sobek und Haroeris zur Ansicht aufgestellt.
Die Hathor-Kapelle

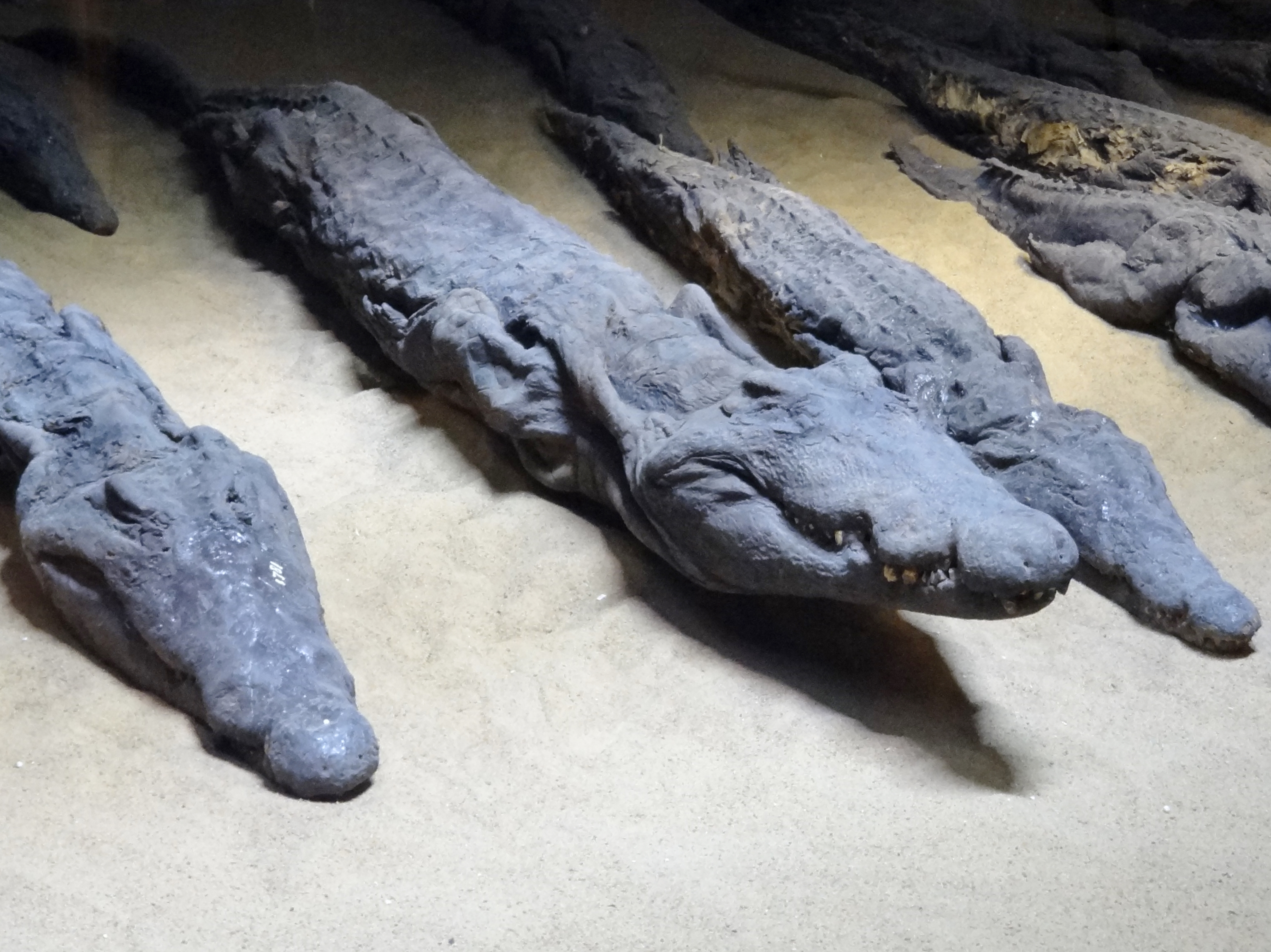
Mumifizierte Krokodile

An der rechten Seite des Tempelhofes, der südlichen Ecke des Tempels, steht eine kleine Kapelle. Das unvollendete aber gut erhaltene Bauwerk wurde unter Kaiser Domitian zu Ehren der Göttin Hathor errichtet. Die griechische Kultur des östlichen Mittelmeerraumes stellte Hathor der griechischen Göttin Aphrodite gleich. In der Kapelle waren Krokodilmumien und -sarkophage aufgebahrt, die aus einer nahen Nekropole stammen und jetzt in einem neu erbauten kleinen Museum zu besichtigen sind. Sie sind Überreste des Kultes um den krokodilköpfigen Sobek.
Das Nilometer
Etwa 25 Meter nordwestlich der Mitte des Tempelkomplexes befindet sich ein Wasserstandsmesser, ein sogenanntes Nilometer. Dabei handelt es sich in Kom Ombo um einen begehbaren runden Brunnenschacht aus Großstein-Mauerwerk, in dem anhand von Markierungen die Pegelhöhe des Nil abgelesen werden konnte. Die Ergebnisse der Ablesungen hatten im alten Ägypten direkten Einfluss auf die Festsetzungen der Höhe der Steuern, die von der Bevölkerung zu entrichten waren. Dies hing mit dem Wasserbedarf zur Bewässerung der landwirtschaftlichen Flächen zusammen. Je mehr Wasser durch einen höheren Flutpegel des Flusses zur Verfügung stand, umso besser fielen die Ernteerträge aus, so dass auch höhere Abgaben erhoben werden konnten.

Außenbereich des Doppeltempels
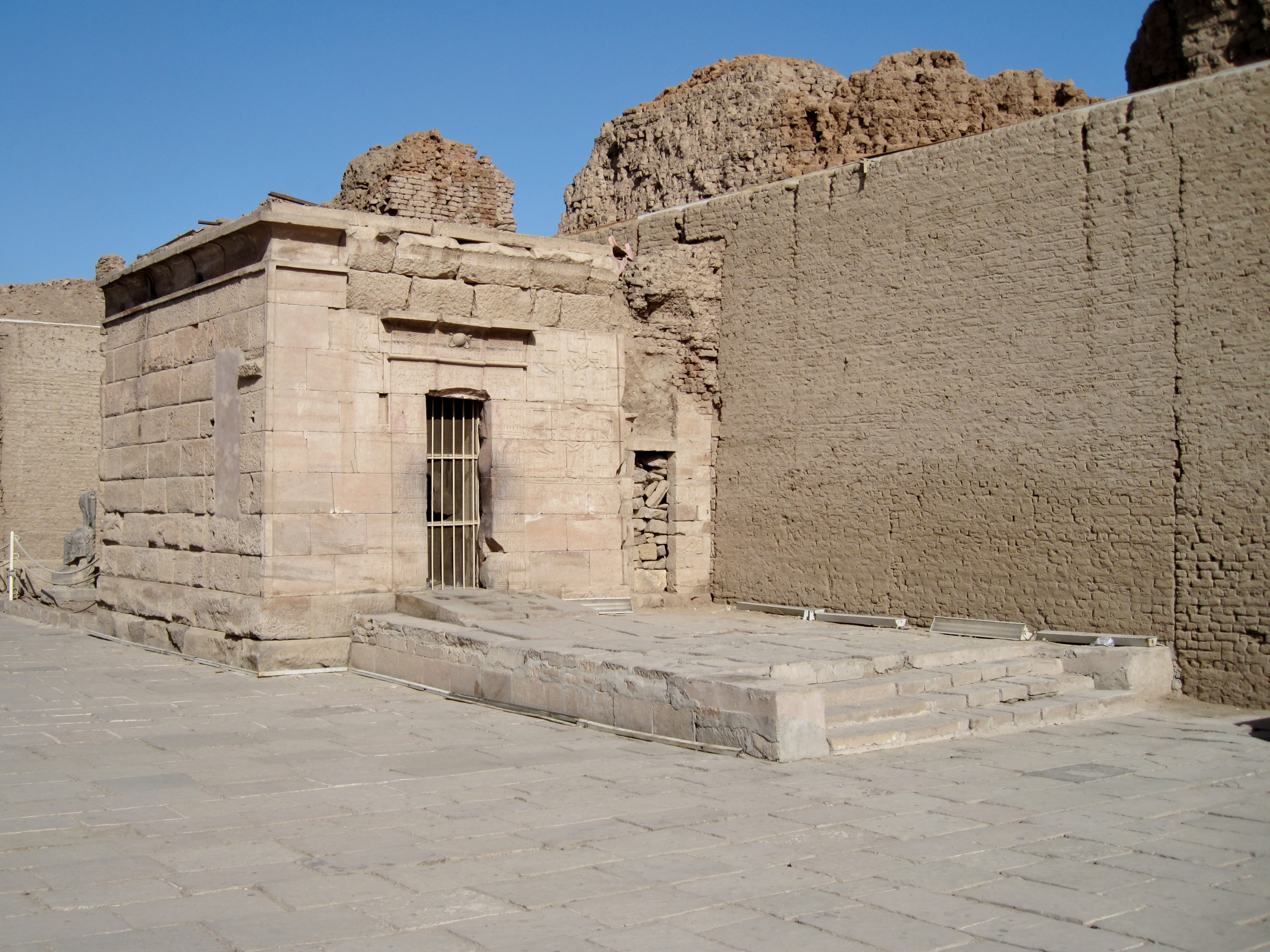
Hathor-Kapelle
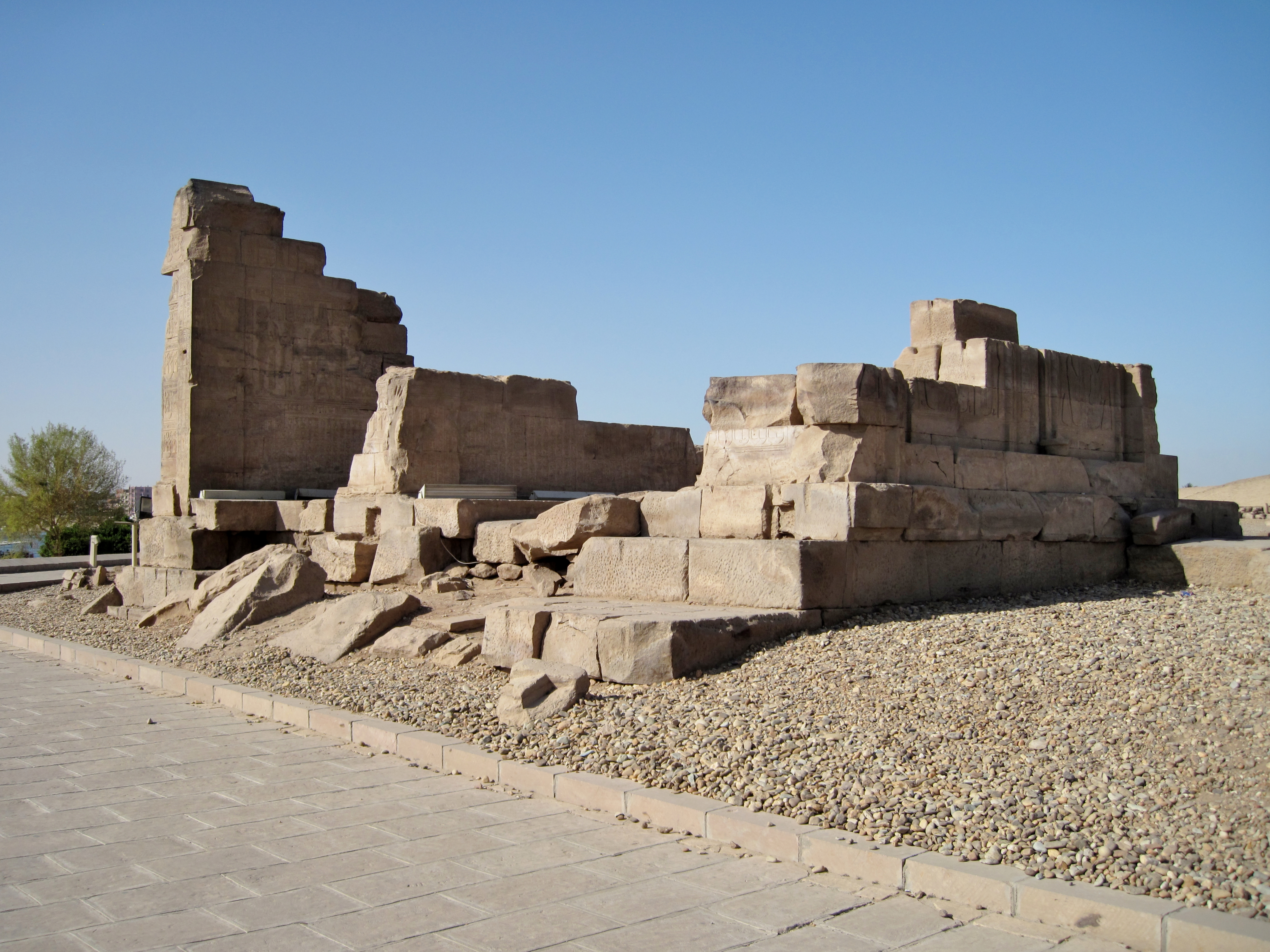
Reste des Mammisi
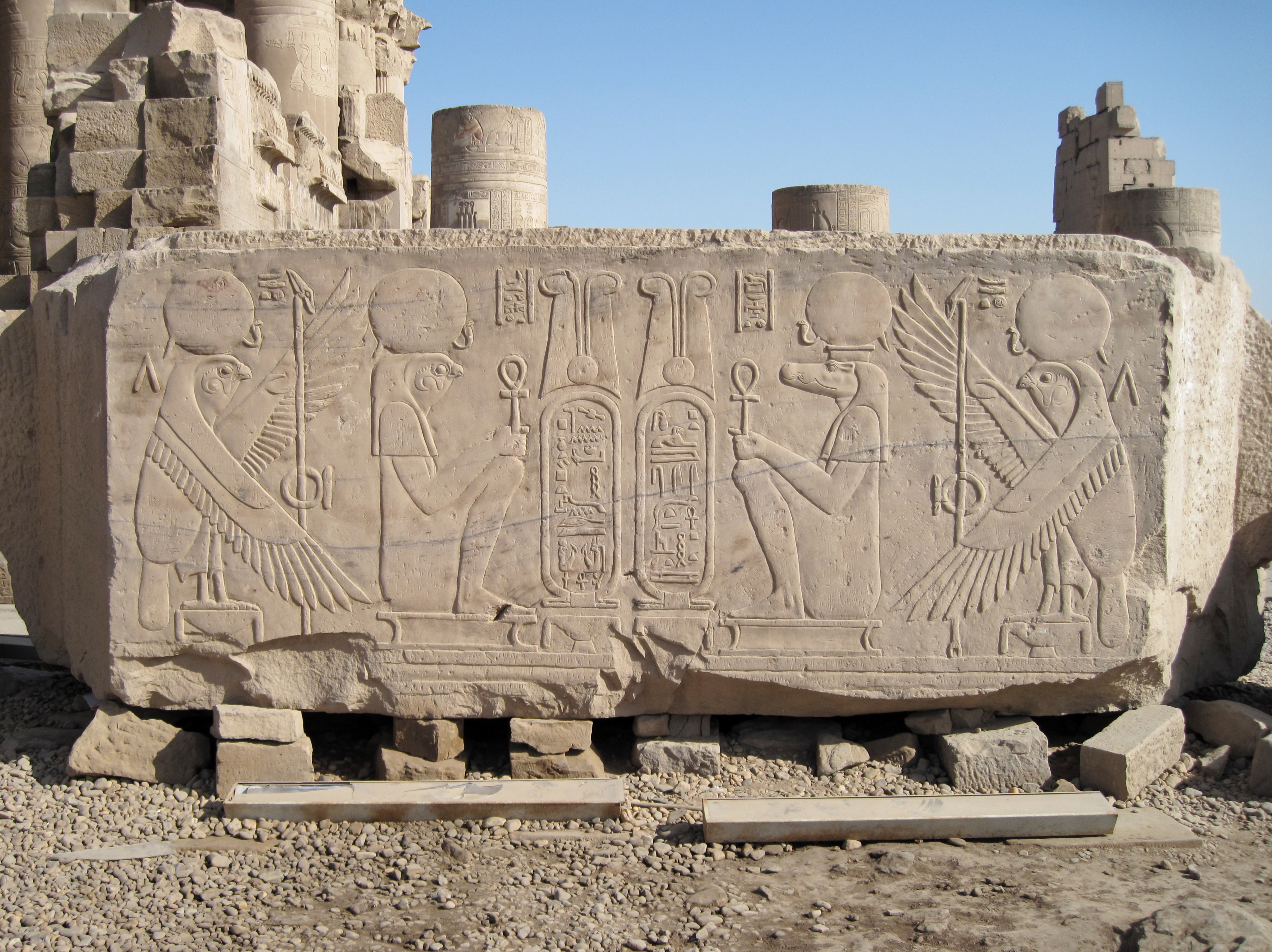
Reliefstein
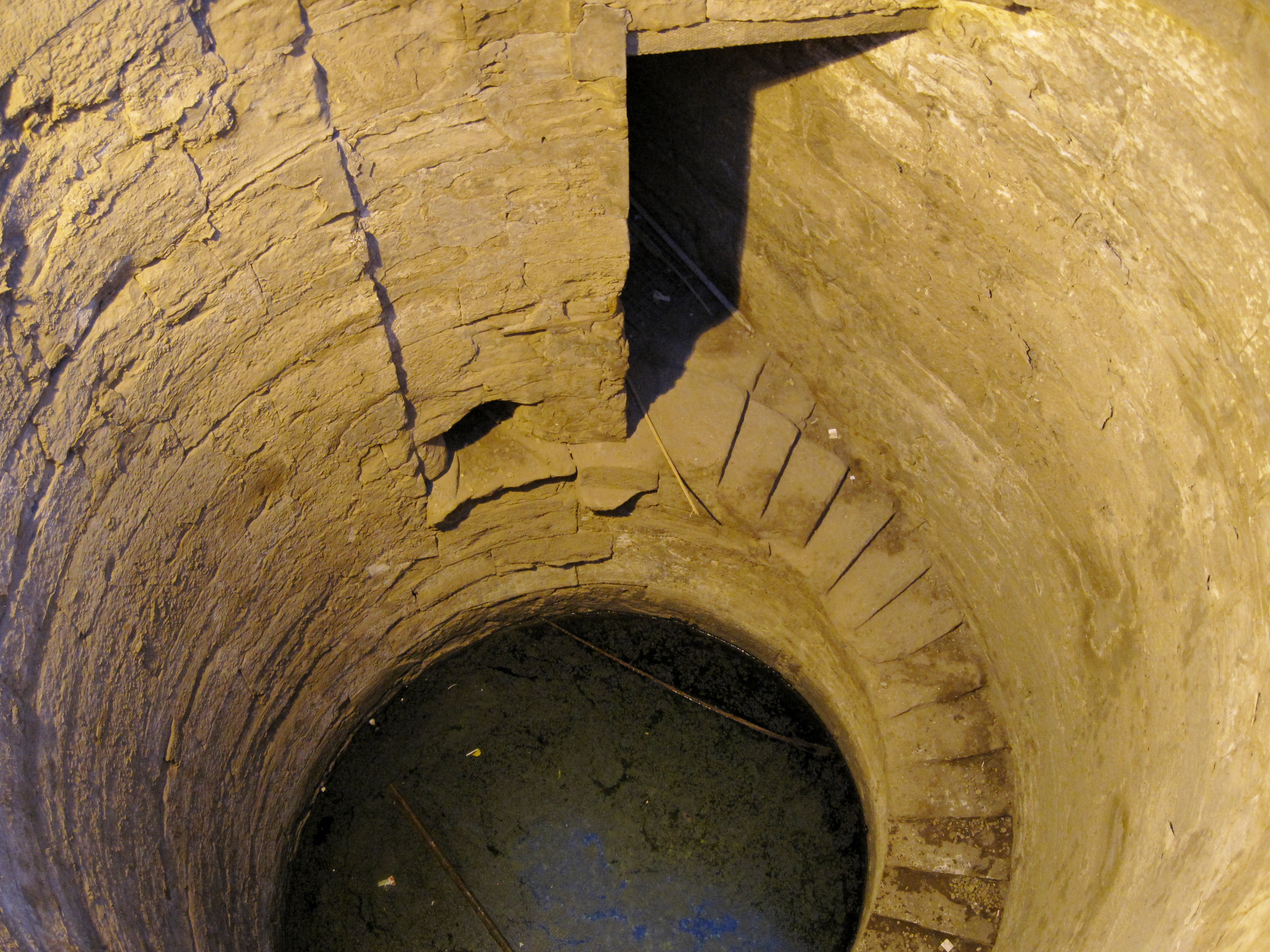
Nilometer